# ローイゲーオ
ローイゲーオ（タイ語: ลอยแก้ว, ラテン文字転写: Loy Kaew）はタイ王国のスイーツ。旬の果物に塩と氷とを合わせた家庭料理である。
日本では、キリンビバレッジが販売する飲料シリーズ「世界のKitchenから」の「ソルティライチ」のヒントとなったことで知られる。

## 概要
「ローイ」はタイ語で「浮かぶ」、「ゲーオ」は「ガラスの器」の意である。
塩と砂糖で下味をつけた果物に、シロップをかけて氷を加えて食する。様々な旬の果物が使用され、使用される果物によって、あるいは作る人によって下味に使用する塩と砂糖の分量や、漬け込む時間が異なるので、ローイゲーオのレシピの数は果物の数だけ、作る人の数だけあるとも言える。
タイ王国の年間平均気温は摂氏29度で、暑い時期の気温は摂氏40度以上にもなるため、暑さ対策は年間を通じて必要となってくる。ローイゲーオは熱中症対策には欠かせない水分と塩分にフルーツが加わることから、食することで自然と熱中症対策が出来る。
ライチ、パイナップル、イチゴ、サラク、ランブータンといったフルーツのほかにもルークターン（オウギヤシの胚乳）などが使用される。
ローイゲーオを提供している飲食店や屋台は多くはないが、食堂やスーパーマーケットなどで冷凍にしたローイゲーオが販売されている。